# 1865 en droit
Cet article présente les faits marquants de l'année 1865 en droit.

## Événements

### Janvier
- 31 janvier[1] : l'esclavage est aboli aux États-Unis par le treizième amendement à la constitution proposé par le Congrès (ratifié le 6 décembre).

### Avril
- 18 avril : nouveau statut de la censure en Russie, relativement libéral.

### Juillet
- 14 juillet : sénatus-consulte laissant « le libre choix de la citoyenneté française aux Algériens tout en leur assurant sans condition les droits civils des Français ». Ce texte est considéré comme le plus libéral de la législation coloniale française. Les Juifs d’Algérie peuvent obtenir leur naturalisation française s’ils la demandent.

## Naissances
- Henri Capitant, juriste français, agrégé de droit, professeur de droit privé (décédé en 1937).